# Luciosoma
Genre
Luciosoma est un genre de poissons téléostéens de la famille des Cyprinidae et de l'ordre des Cypriniformes. Luciosoma est un genre de poisson de qui se rencontre en Asie du Sud-Est.

## Liste des espèces
Selon FishBase (20 novembre 2016):
- Luciosoma bleekeri Steindachner, 1878
- Luciosoma pellegrinii Popta, 1905
- Luciosoma setigerum (Valenciennes, 1842)
- Luciosoma spilopleura Bleeker, 1855
- Luciosoma trinema (Bleeker, 1852)

## Galerie

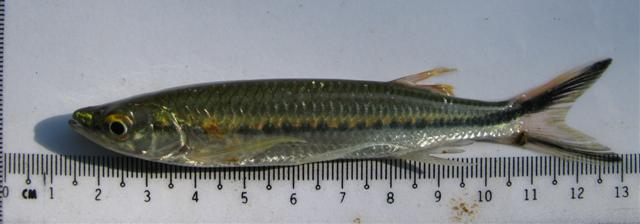
Luciosoma setigerum